# Stiles' tapaculo
De Stiles' tapaculo (Scytalopus stilesi) is een zangvogel uit de familie Rhinocryptidae (tapaculo's).

## Verspreiding en leefgebied
Deze soort is endemisch in centraal Colombia.

## Status
De grootte van de populatie is in 2021 geschat op 40.000-180.000 volwassen vogels. Op de Rode lijst van de IUCN heeft deze soort de status niet bedreigd.